# Ruben & Nathan
Ruben & Nathan was een cabaretduo, bestaande uit Ruben Nicolai en Nathan Vecht.
Op Koninginnedag 2002 speelden Ruben en Nathan in een oude winkel in Amsterdam hun programma Uitverbaasd. Een half jaar later wonnen ze met dit programma zowel de jury- als de publieksprijs van het Cameretten-festival en speelden dit programma vervolgens meer dan 60 keer in theaters door heel Nederland.
De première van hun nieuwe programma, Integere types was op 7 oktober 2004. Dit is hun eerste avondvullende programma. De muziek voor dit programma werd geschreven door Thomas Erb. 
In september 2006 werd door hun impresariaat bekendgemaakt dat het cabaretduo Ruben & Nathan ophoudt te bestaan. Ruben Nicolai en Nathan Vecht hebben besloten ieder hun eigen weg te gaan. 